# بارك تشول وو
بارك تشول وو مواليد 29 سبتمبر 1965 في كوريا الجنوبية، هو لاعب كرة قدم كوري جنوبي دولي سابق كان يلعب كحارس مرمى. سبق له أن لعب في كأس العالم لكرة القدم مع منتخب بلاده.

## المسيرة الاحترافية

### أندية لعب لها
- بوهانغ ستيلرز
- نادي سول
- سوون سامسونغ بلووينغز

## روابط خارجية
- بارك تشول وو على موقع دوري كوريا الجنوبية (الإنجليزية)
- بارك تشول وو على موقع قاعدة بيانات كرة القدم.إي يو (الإنجليزية)
- بارك تشول وو على موقع ناشيونال فوتبول تيمز (الإنجليزية)